# Nikita Sergejewitsch Kriwzow
Nikita Sergejewitsch Kriwzow (russisch Никита Сергеевич Кривцов; * 18. August 2002 in Dserschinsk) ist ein russischer Fußballspieler.

## Karriere

### Verein
Kriwzow begann seine Karriere beim FK Dserschinsk-TS. Im November 2018 wechselte er zu Sokol Moskau. Im Februar 2020 wechselte er zum FK Murom. Zur Saison 2020/21 schloss er sich dem Drittligisten Torpedo Wladimir an. Im August 2020 spielte er erstmals in der Perwenstwo PFL. Bis zur Winterpause kam er zu 14 Drittligaeinsätzen, in denen er zwei Tore erzielte. Im Februar 2021 wurde er an den Zweitligisten Tom Tomsk verliehen. Sein Debüt in der Perwenstwo FNL gab er im Februar 2021 gegen Alanija Wladikawkas. In jener Partie, die Tomsk mit 3:2 gewann, erzielte er auch prompt sein erstes Zweitligator. Bis zum Ende der Leihe absolvierte der Offensivmann 15 Zweitligapartien, in denen er viermal traf.
Zur Saison 2021/22 kehrte Kriwzow nach Wladimir zurück. Nach einem Einsatz im Cup wechselte er im August 2021 zum Erstligisten FK Krasnodar. In Krasnodar debütierte er im September 2021 gegen den FK Rostow in der Premjer-Liga.

### Nationalmannschaft
Kriwzow spielte im Juni 2021 erstmals für die russische U-21-Auswahl. Im November 2023 debütierte er in einem Testspiel gegen Kuba für die A-Nationalmannschaft. Beim 8:0-Sieg der Russen erzielte er auch sein erstes Länderspieltor.